# 尾島ねぷた
尾島ねぷた（おじまねぷた）は、毎年8月14日と8月15日に群馬県太田市尾島地区で行われる夏祭りである。

## 概要
尾島地区の商店街で行われ、近隣の都道府県からも訪れる客も多いため、東武鉄道も提携しており、会場の最寄り駅である木崎駅や太田市尾島総合支所とシャトルバスを運行している。
交通規制は群馬県道142号綿貫篠塚線の尾島交差点の約700m西側にある亀岡町地内の交差点から尾島一丁目交差点の区間となっており、西から東に移動する場合、安養寺交差点を上武道路方面に向かい、阿久津交差点を左折、尾島中学校西側の交差点を右折し、すずかけ団地東側（堀口町地内）の交差点を左折し、尾島一丁目交差点で県道142号線に合流するようになっている。

## まつりの内容
まつりは弘前ねぷたに準じた形態で行われる。最大の見所はいちばん大きなもので高さ7メートルに及ぶ扇ねぷたとねぷた太鼓の隊列で、「ヤーヤドー」の掛け声とともに十数台のねぷたが会場を練り歩き、太田市所有の直径3mの十尺太鼓がまつりを盛り上げる。
まつりのフィナーレを飾るのは、参加団体が集合して演奏者300人以上で行う「ねぷた囃子の大合奏」で、これは本家の弘前ねぷたにはない迫力のイベントである。

## 歴史
かつてこの地が、弘前藩初代藩主津軽為信が関ヶ原の戦いの功績によって加増を受けた飛び地であったことから、1985年（昭和60年）6月1日、青森県弘前市との交流が始まり、1991年（平成3年）尾島町は友好都市提携を締結した。
1986年（昭和61年）から尾島まつりの一環として「ねぷた」の曳き廻しが始まった。1991年（平成3年）の弘前市から高さ7mの扇ねぷたの出張披露に合わせて、ねぷた囃子の技術講習を実施した。弘前市の有志とねぷた囃子が加わったその年のまつりは大いに盛り上がりを見せ、ねぷたまつりにおける「お囃子」の重要性を実感し、1992年（平成4年）に尾島町商工会青年部のメンバーが中心となって尾島ねぷた太鼓会を結成した。
新型コロナウイルス感染症の感染拡大防止の観点から、2020年（令和2年）から3年連続で尾島ねぷたまつりは開催中止となった。

## 備考
開始から2004年（平成16年）までは尾島町長が開会の挨拶をしていたが、2005年（平成17年）の市町村合併後は太田市長の清水聖義が挨拶を行っている。
2006年（平成18年）は、弘前市長の相馬錩一が参加した。